# Hochdorf (Landschaftsschutzgebiet)
Das Gebiet Hochdorf ist ein mit Verordnung der Unteren Naturschutzbehörde vom Landratsamt Esslingen vom 20. Oktober 1988 ausgewiesenes Landschaftsschutzgebiet auf dem Gebiet der Gemeinde Hochdorf. 

## Lage und Beschreibung
Das Landschaftsschutzgebiet umfasst mit drei Teilgebieten ungefähr 45 % der Hochdorfer Gemarkung. Ausgenommen sind lediglich die Siedlungsflächen und die größeren zusammenhängenden ackerbaulich genutzten Bereiche.
Im Schutzgebiet wird die Landschaft von einer vielfältigen und strukturreichen Kulturlandschaft mit Waldstücken, Streuobstwiesen, Wiesen, Weiden und Äckern geprägt. Es wird vom Talbach und seinen Zuflüssen durchflossen und entwässert.

## Schutzzweck
Wesentlicher Schutzzweck ist laut Schutzgebietsverordnung „die Erhaltung der landschaftsprägenden Wiesen, Obstbaumbestände, Bachläufe und Waldflächen auf dem in § 2 näher bezeichneten Schutzgebiet. Da in diesem Bereich die Natursubstanz außerordentlich hoch einzuschätzen ist, ist er als natürlicher Lebensraum für Pflanzen und Tiere besonders wertvoll. Darüber hinaus ist die Erhaltung dieses Landschaftsschutzgebietes als Erholungsraum für die Allgemeinheit und der Schutz vor weiteren Beeinträchtigungen durch Kleinbauten und Einfriedigungen von wesentlicher Bedeutung.“